# Peter Galton
Peter M. Galton (nascut l'any 1942) és un paleontòleg de vertebrats que treballa a Amèrica i que fins avui ha escrit o co-escrit centenars d'articles en revistes científiques o capítols de paleontologia en llibres de text, especialment sobre dinosaures ornitisquis] i prosauròpodes.
Conjuntament amb Robert Bakker en un article publicat a Nature l'any 1974, va argumentar que els dinosaures constitueixen un grup monofilètic natural, en contrast amb la visió predominant que els considerava polifilètics en tant que es tractaria de dos ordres diferents no estretament emparentats. Això va iniciar una revolució en els estudis de dinosaures i va contribuir a la resurecció de la popularitat dels dinosaures en el camp de la paleontologia.

## Publicacions
- Bakker, R.T. and Galton, P.M. (1974). "Dinosaur monophyly and a new class of vertebrates". Nature 248:168-172.
- Galton, P.M. (1982). "The postcranial anatomy of stegosaurian dinosaur Kentrosaurus from the Upper Jurassic of Tanzania, East Africa". Geologica et Palaeontologica 15:139-165.
- Galton, P.M. (1984). "Cranial anatomy of the prosauropod dinosaur Plateosaurus from the Knollenmergel (Middle Keuper, Upper Triassic) of Germany. I. Two complete skulls from Trossingen/Württ. With comments on the diet". Geologica et Palaeontologica 18:139-171.
- Galton, P.M. (1985). "Cranial anatomy of the prosauropod dinosaur Plateosaurus from the Knollenmergel (Middle Keuper, Upper Triassic) of Germany. II. All the cranial material and details of soft-part anatomy". Geologica et Palaeontologica 19:119-159.
- Galton, P.M. (1986). "Prosauropod dinosaur Plateosaurus (=Gresslyosaurus) (Saurischia: Sauropodomorpha) from the Upper Triassic of Switzerland". Geologica et Paleontologica 20:167-183.
- Galton, P.M. (1988). "Skull bones and endocranial casts of stegosaurian dinosaur Kentrosaurus HENNIG, 1915 from Upper Jurassic of Tanzania, East Africa". Geologica et Palaeontologica 22:123-143.
- Galton, P.M. (1990). "Basal Sauropodomorpha-Prosauropoda". pp. 320–344 in Weishampel, D.B., Dodson, P. and Osmólska, H. (eds.): The Dinosauria. University of California Press, Berkeley
- Galton, P.M. (2000). "The prosauropod dinosaur Plateosaurus Meyer, 1837 (Saurischia, Sauropodomorpha). I: The syntypes of P. engelhardti Meyer, 1837 (Upper Triassic, Germany), with notes on other European prosauropods with "distally straight" femora". Neues Jahrbuch für Geologie und Paläontologie, Abhandlungen 216(2):233-275.
- Galton, P.M. (2001). "The prosauropod dinosaur Plateosaurus Meyer, 1837 (Saurischia: Sauropodomorpha; Upper Triassic). II. Notes on the referred species". Revue Paléobiologie, Genève 20(2):435-502.
- Galton, P.M. and Upchurch, P. (2004). "Prosauropoda". pp. 232–258 in Weishampel Weishampel, D.B., Dodson, P. and Osmólska, H. (eds.): The Dinosauria 2nd Edition. University of California Press, Berkeley.